# Championnat d'Asie et d'Océanie masculin de volley-ball
 (novembre 2023).
Si vous disposez d'ouvrages ou d'articles de référence ou si vous connaissez des sites web de qualité traitant du thème abordé ici, merci de compléter l'article en donnant les références utiles à sa vérifiabilité et en les liant à la section « Notes et références ».

## Palmarès
| Année | Lieu              | Champion     | Finaliste    | Troisième    | Quatrième    |
| ----- | ----------------- | ------------ | ------------ | ------------ | ------------ |
| 1975  | Melbourne         | Japon        | Corée du Sud | Chine        | Australie    |
| 1979  | Manama            | Chine        | Corée du Sud | Japon        | Australie    |
| 1983  | Tokyo             | Japon        | Chine        | Corée du Sud | Taïwan       |
| 1987  | Koweït            | Japon        | Chine        | Corée du Sud | Koweït       |
| 1989  | Séoul             | Corée du Sud | Japon        | Chine        | Pakistan     |
| 1991  | Perth             | Japon        | Corée du Sud | Chine        | Australie    |
| 1993  | Nakhon Ratchasima | Corée du Sud | Kazakhstan   | Japon        | Chine        |
| 1995  | Séoul             | Japon        | Chine        | Corée du Sud | Iran         |
| 1997  | Doha              | Chine        | Japon        | Australie    | Taïwan       |
| 1999  | Téhéran           | Chine        | Australie    | Corée du Sud | Japon        |
| 2001  | Cheongju          | Corée du Sud | Australie    | Japon        | Chine        |
| 2003  | Tianjin           | Corée du Sud | Chine        | Iran         | Australie    |
| 2005  | Suphanburi        | Japon        | Chine        | Corée du Sud | Inde         |
| 2007  | Jakarta           | Australie    | Japon        | Corée du Sud | Chine        |
| 2009  | Manille           | Japon        | Iran         | Corée du Sud | Chine        |
| 2011  | Téhéran           | Iran         | Chine        | Corée du Sud | Australie    |
| 2013  | Dubaï             | Iran         | Corée du Sud | Chine        | Japon        |
| 2015  | Téhéran           | Japon        | Iran         | Chine        | Qatar        |
| 2017  | Gresik            | Japon        | Kazakhstan   | Corée du Sud | Indonésie    |
| 2019  | Téhéran           | Iran         | Australie    | Japon        | Corée du Sud |
| 2021  | Chiba             | Iran         | Japon        | Chine        | Taïwan       |

## Tableau des médailles
| Rang | Nation       | Or | Argent | Bronze | Total |
| ---- | ------------ | -- | ------ | ------ | ----- |
| 1    | Japon        | 9  | 4      | 4      | 17    |
| 2    | Corée du Sud | 4  | 4      | 9      | 17    |
| 3    | Iran         | 4  | 2      | 1      | 7     |
| 4    | Chine        | 3  | 6      | 6      | 15    |
| 5    | Australie    | 1  | 3      | 1      | 5     |
| 6    | Kazakhstan   | 0  | 2      | 0      | 2     |